# Novair

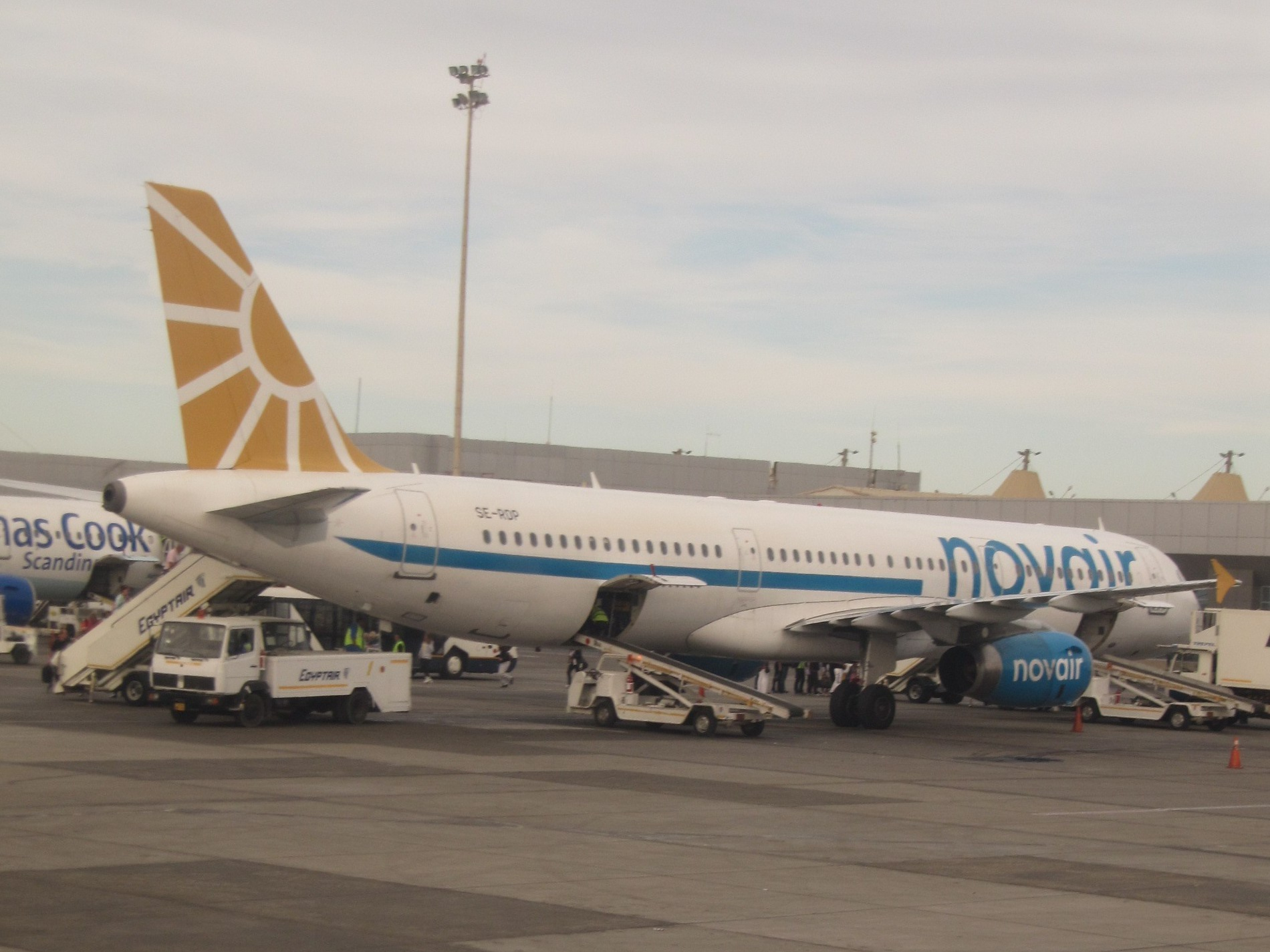
Airbus A321 de Novair à l'aéroport d'Hurghada.

Novair était une compagnie aérienne suédoise basée à Stockholm en Suède. Elle a démarré ses activités comme une filiale du groupe Kuoni Travel.

## Historique
Novair a commencé son exploitation en 1997 avec une desserte entre Stockholm et les îles Canaries et Phuket en Thaïlande, ainsi que des long-courriers vers l'Éthiopie, la France, l'Inde, le Qatar et le Viêt Nam. La compagnie comptait 330 employés en janvier 2014.
Début 2023, la compagnie exploitait deux Airbus A321neo mis en œuvre sur des destinations charter en Méditerranée. 
Courant 2022, le principal client de la compagnie, le voyagiste Apollo a résilié leurs accords commerciaux. N'ayant pas trouvé de nouveaux clients, le propriétaire de la compagnie, le danois Lars Thuesen a décidé en février 2023 de liquider la compagnie. 
Selon les plans, la finalisation de la liquidation de Novair est prévue pour le 1er octobre. 

## Flotte
En février 2023, Novair exploite 2 avions. 

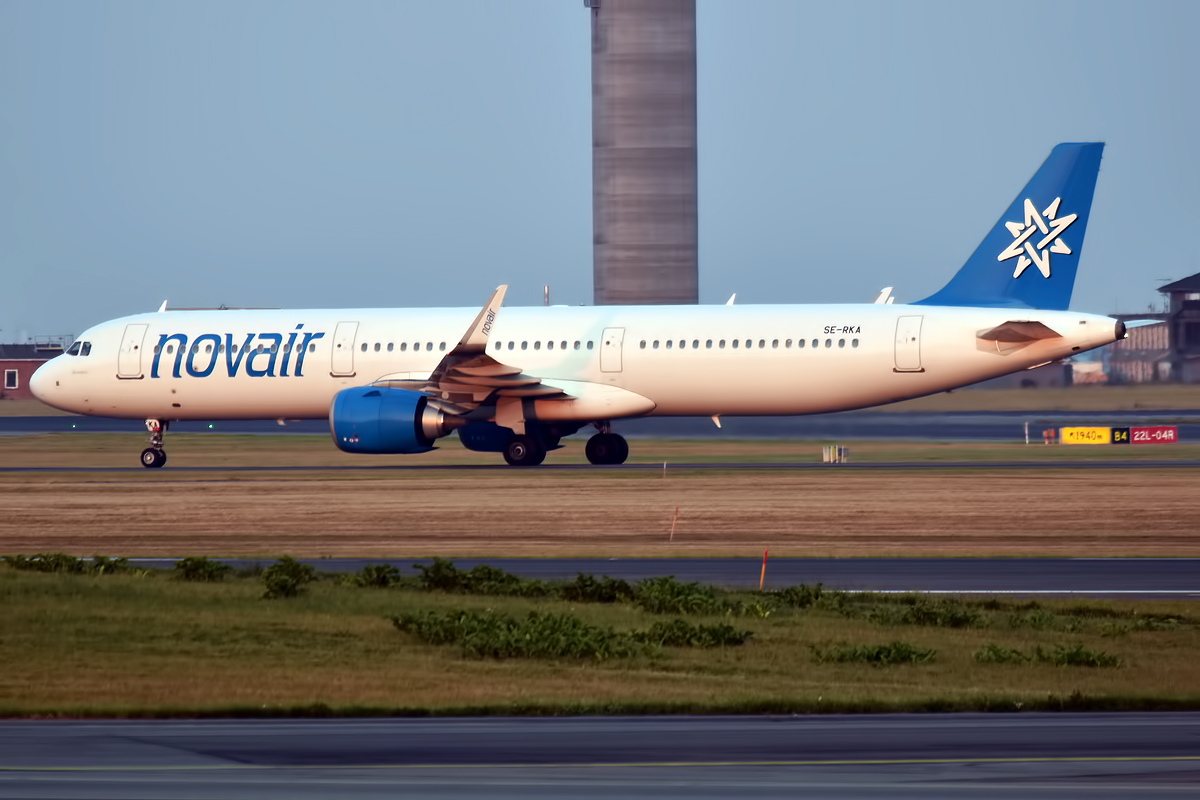
Un Airbus A321neo de Novair